# Magda Cârneci
Magda Cârneci (1955-) es una poeta, ensayista e historiadora del arte nacida en Rumania. Se doctoró en Historia del Arte en la École des Hâutes Ètudes en Sciences Sociales de París en 1997, y recibió varias becas internacionales en Literatura e Historia del Arte de varias instituciones, entre ellas Fulbrigt, Soros, Getty y la Comunidad Europea. Miembro de la conocida "Generación de los 80" de la literatura rumana, de la cual fue una de las teóricas posmodernista, se involucró activamente en la escena política y cultural rumana de la década de 1990 tras de la Revolución de diciembre de 1989 . En la década del 2000, después de trabajar como profesora visitante en el Instituto Nacional de Lenguas y Civilizaciones Orientales (INALCO) en París, dirigió el Instituto Cultural Rumano de la capital francesa de 2007 a 2010. En la actualidad, es profesora visitante en la Universidad Nacional de Artes de Bucarest, editora-jefe de la revista ARTA de artes visuales, y presidenta del PEN Club Romania. También es miembro del Parlamento Cultural Europeo. 
Empezó su carrera literaria en la revista România literară, bajo el pseudónimo Magdalena Ghica, nombre que utilizó hasta 1989. Publicó numerosos libros de poesía, ensayo y crítica de arte en rumano y otras lenguas; y sus poemas han sido traducidos a muchos idiomas, entre ellos alemán, francés o húngaro.

## Trabajos

### Volúmenes de poesía en rumano
- O Tăcere Asurzitoare , Eminescu.Bucharest, 1985
- Chaosmos, Cartea Românească. Bucarest, 1992
- Gandirea Politica, Axa. Botoșani, 2000
- Chaosmos and other poems, antología, Paralela 45. Bucarest, 2004
- Gandirea TRANS, Tracus Arte. Bucarest, 2012

### Libros de poesía en otros idiomas
- Psaume. Marseille: Editions Autres Temps, 1997
- Poeme / Poems. Pitesti: Paralela 45 (en rumano e inglés, traducido por Adam J.Sorkin)
- Le paradis poétique. París: Transignum, 2004 (bibliophile book)
- Chaosmos. Poemas. Traducido por Jan Willem Bos. Ámsterdam: Go-Bos Press, 2004
- Chaosmos. Poemas. Traducido por Adam J.Sorkin. Boston: White Pine Press, 2006
- Trois saisons poétiques. Luxembourg: éditions PHI, 2008
- Chaosmos, traducido por Linda Maria Baros. París: Editions de Corlevour, 2013

### Prosa
- FEM, novela. Bucarest: Cartea Românească, 2011. Segunda edición Polirom, 2014.

### Textos en libros colectivos en francés
- Paris par écrit. Paris: L’Inventaire/Maison des Ecrivains, 2002
- Le sacré aujourd’hui. París: Editions du Rocher, 2003
- Transdisciplinarité - Un chemin vers la paix. París: Éditions FBV para la CNRS, 2005
- La Mort aujourd’hui. París: Editions du Rocher, 2008
- Mon royaume pour un livre. Editado por Guy Rouquet, L'atelier imaginaire/ Le castor astrale. París, 2013.

### Antologías de poesía
- Nuovi poeti romeni. Editado por Marco Cugno y Marin Mincu , Florence: Vallecchi Editore, 1986
- Incertitudes. Antologie de la poésie roumaine. Editado por Dan Deșliu. Quebec: Humanitas Nouvelle Qptique, 1992
- Streiflicht: Eine Auswahl zeitgenossischer Rumänisher Lyrik. Editado por Christian W. Schenk. Kastellaun: Dionysos Verlag, 1994
- Antologia di poesia mediteranea. Editado por Marco Cugno. Milán: Marzorati, editado por Emanuele Bettini, 1996
- Gefährliche Serpentinen. Rumänischer Lyrik der Gegenwart. Editado por Dieter Schlesak. Berlín: Edition Druckhaus, 1998
- Romania and Western Civilisation. Editado por Kurt W. Treptow. Iassi: Centro de Estudios Rumanos, 1998
- Day after Night. Twenty Romanian poets for the Twentieth First Century. Editado por Gabriel Stănescu y Adam J. Sorkin, Norcross: Criterion Publishers,1999
- STRONG. 28 de poete din România: 28 poetek rumunskich. Editado por Denisa Comănescu. Bucarest: Universal Dalsi, 1998
- Poètes roumains contemporains. Editado por Petraș de la Irina. Montréal/Bucarest: Les Ecrits des forja/Editura didactică și pedagogică, 2000
- Speaking in Silence. Prose Poets of Contemporary Romania. Editado por Adam J.Sorkin y Bogdan Stefanescu. Bucarest: Paralela 45, 2001
- Poetry is a Woman (11 Woman Poets from Romania). Traducción al griego por Sandra Michalaki y Anna Sotrini. Atenas: Alpha Publishing House, 2006
- Born in Utopia/ Născut în Utopia. An Anthology of Modern and Contemporary Romanian Poetry. Editado por Carmen Firan y Paul Doru Mugur con Edward Foster. New Jersey: Talisman House Publishers, 2006
- Poésies de langue française. 144 poètes d’aujourd’hui autour du monde. Editado por Stephane Bataillon, Bruno Doucey y Sylvestre Clancier. París: Seghers, 2008
- Anthologie poétique. 109 poètes femmes contemporaines. Selección de Angèle Paoli. Terre des femmes, 2010, 2014, p.74. http://terresdefemmes.blogs.com/anthologie_potique/anthologie-po%C3%Un9tique-terres-de-femmesprintemps-des-po%C3%Un8tes-2010-couleur-femme-.html (enlace roto disponible en Internet Archive; véase el historial, la primera versión y la última).
- Romanian Writers on Writing. Editado por Norman Manea, Trinity University Press. San Antonio, Texas, 2011

### Críticas de arte

#### Ensayos
- Art of the 1980s. Textos en Posmodernismo. Bucarest: Litera, 1996 (en rumano)
- Art of the 1980s in Eastern Europe. Textos en Posmodernismo, Pitesti: Paralela 45, 1999 (en inglés)
- Visual Arts in Romania 1945-1989. Bucarest: Meridiane, București, 2000 (en rumano)
- Arte et pouvoir en Roumanie 1945-1989. París: L'Harmattan, 2007 (en francés)
- Visual Arts in Romania 1945-1989. With an Addenda 1990-2010. Bucarest: Polirom, 2013 (en rumano)

#### Monografías
- Ión Ţuculescu. Bucarest: Meridiane, 1984 (en rumano)
- Lucian Grigorescu. Bucarest: Meridiane, 1989 (en rumano)

#### Textos en volúmenes colectivos
- Von der Bürokratie zur Telekratie. Berlín: Merve Verlag, 1990 (en alemán)
- Un Latvany és Gondolat. Bucarest: Editura Kriterion, 1991 (en húngaro)
- Bucarest en el 1920s-1940s: between Avant-Garde and Modernism. Bucarest: Simetria, 1994 (en rumano e inglés)
- The Competition goes on. The 80s Generation in Theoretical Texts. An Anthology by Gh. Crăciun. Pitesti: Ed. Vlasie, 1994; segunda edición, Paralela 45, 1999 (en rumano)
- The Moment of Truth. An Anthology by Iordan Chimet. Cluj-Napoca: Dacia, 1996 (en rumano)
- Experiment in Romanian Arts after 1960. Bucarest: CSAC, 1997 (en rumano e inglés)
- Culture of the Time of Transformation. Poznan: WIS Publishers, 1998 (en inglés y polaco)
- Encyclopedia of Eastern Europe. From the Congress of Vienna to the Fall of Communism. Editado por Richard Frucht, Northwest Missouri State University, Garland Publishing, Inc., Londres y Nueva York, 2000 (en inglés)
- European Contemporary Art. The Art of the Balkan Countries. Thessalonica, State Museum of Contemporary Art, 2002 (en inglés)
- Perspectives roumaines. Du post-communisme à l'intégration européenne. Editado por Catherine Durandin y Magda Carneci. París : L'Harmattan, 2004 (en francés)
- European art criticism. Stuttgart, Badischer Kunstverein / AVAN netowrk/Culture 2000, 2005 (en inglés)
- Ligeia. París, 2005, núm. 57-58-59-60, janvier-juin (en francés)
- Influences françaises dans l’architecture et l’art de la Roumanie des XIXe et XXe siècles,. Bucarest : Editura Institutului Cultural Român, 2006 (en francés)
- D'une édification l'autre. Socialisme et Nación dans l'espace (correo-) communiste. Editado por Marlène Laruelle y  Catherine Servant. París : PETRA Editions, 2008 (en francés)
- Ligeia. París, año XXII, n.º 93-94-95-96,  julio-diciembre de 2009 (en francés)
- The She-writer’s Sofa Editado por Mihaela Ursa. Cluj-Napoca: Limas, 2010 (en rumano)
- Romanian Cultural Resolution, Hatje Cantz Verlag. Alemania, 2011 (en alemán e inglés)
- Intellectuels de l'Est exilés en France. Editado por Wojciech Falkowski y Antoine Marès . París : Institut d'études eslavos, 2011
- Zidaru. Das Work von Marian & Victoria Ziadaru. Essen: Klartext Verlag, 2011
- SAPTE. Metadecorativul/SIEBEN. Das Metadekorativismus, vol III. Bochum: Klartext, 2012 (en alemán, rumano, e inglés)

### Traducciones al rumano
- Christopher Merrill, Only Nails Remain: Scenes from the Balkan Wars 1992-1997, together with Radu Sava. Pitesti: Paralela 45, 2002
- Catherine Durandin, Bucharest:  Remembrances and Walks, together with Horia Mihail Vasilescu. Pitesti: Paralela 45, 2004
- Nicole Brossard: Installations. Paralela 45/ Montreal: Les Ecrits des Forja, 2005
- Pierre Oster: Alchemy of Slowliness/ Alchimie de la lenteur. Paralela 45/Gallimard, 2007

## Afiliaciones
- Miembro fundador actual presidenta del Grupo para Diálogo Social (GDS) de Bucarest
- Miembro de AICA Internacional
- Miembro del PEN Internacional; presidenta del PEN Club de Rumanía desde 2011
- Miembro de Parlamento Cultural europeo (ECP)
- Miembro de la Asociación de Historiadores de Arte de Centro Europa y de Europa del Este (HGCEA) de EE. UU.
- Miembro del Centro Internacional de Investigación y Estudios Interdisciplinares (CIRET) de París
- Miembro del Instituto de Neuroconnectique de París
- Miembro de la Unión de Escritores de Rumanía (USR) de Bucarest
- Miembro de Unión de Artistas Visuales de Rumanía (UAP) de Bucarest